# NGC 5205
NGC 5205 este o liner situată în constelația Ursa Mare. A fost descoperită în 18 mai 1887 de către Lewis A. Swift. Se află la o distanță de 35,48 de megaparseci de Pământ.